# أليكساندر إسحاق
أليكساندر إسحاق (بالفرنسية: Alexandre Isaac)‏ هو سياسي فرنسي، ولد في 1 مارس 1845 في بوانت-آه-بيتر في فرنسا، وتوفي في 4 فبراير 1899 في فرنسا. انتخب عضو مجلس الشيوخ في الجمهورية الفرنسية الثالثة.